# Cinema Novo

## Cinema Novo
Cinema Novo var en brasiliensk filmrörelse som figurerade ca 1960-1970 med avsikter att skapa förändringar och belysa sociala problem i det brasilianska samhället. Rörelsen var en reaktion på den rådande politiska situationen i landet. Cinema Novos filmer influerades av den Italienska Neorealismen och den franska Nouvelle Vague rörelsen. En ledande person inom Cinema Novo var Glauber Rocha som skrev till rörelsen tillhörande manifestet "Hungerns Estetik" under Cinema Novos andra fas.

## Bakgrund och målsättning
Ett av de drivande motiven som gav upphov till rörelsen var utländska filmer som dominerade den inhemska marknaden utan någon som helst förankring i den brasilianska kulturen. Utländska filmer representerade således en verklighet, helt olik den brasilianska. Cinema Novos motiv kan därför sägas röra sig parallellt med den politiska och ekonomiska situationen i landet under den verksamma perioden, exempelvis gällande ekonomisk expansion baserat på utländska investeringar, period av militär styre, stark nationalism och social polarisering.  
Målsättningen var att studera djupet i sociala relationer inom olika brasilianska städer och regioner genom att med ett kritiskt ställningstagande exponera socialkulturella strukturer i landet. Genom att använda sig av en låg budget, sänka den tekniska nivån och i samband med policyn kring frihet och kreativitet i produktionen uppnå en standard motsvarande verkligheten. Cinema Novo ämnade placera det brasilianska folket i fokus för att ge mänsklig form till fundamentala konflikter. På så vis var också målsättningen att göra den folkliga rösten hörd, helt enkelt genom att bege sig ut på gatan med kameran i hand och fånga vad verkligheten visade.

## Cinema Novos tre faser
Cinema Novo-rörelsen kan delas in i tre faser. Första fasen 1960-1964, andra fasen 1964-1968 och slutligen tredje fasen 1968-1972. 
Första fasen
Rörelsen bildas och formulerar sina politiska och estetiska idéer. Filmskaparna stod i opposition till kommersiell brasiliansk film, till Hollywoodfilm och till Hollywoods distributionskedjors kolonisering av den brasilianska marknaden. Filmskapandet sågs som en politisk praxis, ett bidrag gentemot Neokolonialism. Snarare än att representera Brasilien som ett tropiskt paradis belystes istället dess mörka hörn. Centrala teman var således landsbygdens och det urbana proletariatet, svält, våld, religiös alienation och ekonomisk exploatering. Dessa filmer kan på ett estetiskt plan, med  sitt sorgsna, fula, desperata uttryck härledas till Glauber Rochas manifest som kom att skrivas i andra fasen.
Andra fasen
Under denna fas skedde en militärkupp i Brasilien vilket ledde till att temat i flera filmer behandlade ruinerna av en demokratisk populism och misslyckande. I fall realism dominerade den första fasen så dominerades denna av självreflektion och antiillusionism i urbana miljöer. I denna fas reflekterade man även över problematiken med den smala publik som Cinema Novo nådde varför man började satsa på mer folkligt populära teman.
Tredje fasen
I denna fas behandlas tropikalism och som reaktion på den åtstramade censuren, politisk falskhet. I närmandet av slutet på den tredje etappen utsattes Cinema Novos produktioner för allt strängare censur och förtryck som fick flera av de ledande figurerna att fly landet.

## Kända filmproducenter inom Cinema Novo
Paulo César Saraceni, Glauber Rocha, Richard Peña, Rui Guerra, Carlos Diegues, Nelson Pereira dos Santos.